# Tilloclytus nivicinctus
Tilloclytus nivicinctus là một loài bọ cánh cứng trong họ Cerambycidae.